# Hrabstwo Sullivan (Tennessee)
Hrabstwo Sullivan (ang. Sullivan County) – hrabstwo w stanie Tennessee w Stanach Zjednoczonych. Obszar całkowity hrabstwa obejmuje powierzchnię 429,69 mil² (1112,89 km²). Według szacunków United States Census Bureau w roku 2009 miało 154 552 mieszkańców.
Hrabstwo powstało w 1779 roku. 

## Miasta
- Bluff City
- Bristol
- Kingsport[4]

## CDP
- Bloomingdale
- Blountville
- Colonial Heights
- Walnut Hill[4]

| Populacja hrabstwa w poprzednich latach | Populacja hrabstwa w poprzednich latach |
| Rok                                     | Liczba ludności                         |
| --------------------------------------- | --------------------------------------- |
| 1980                                    | 143 858                                 |
| 1990                                    | 143 596                                 |
| 2000                                    | 153 048                                 |
| 2005                                    | 152 716                                 |